# Shiori
Shiori (jap. しおり, シオリ) – żeńskie imię japońskie.

## Możliwa pisownia
Shiori można zapisać, używając wielu różnych znaków kanji i może znaczyć m.in.:
- 栞, „zakładka”
- 撓, „smukły”

Jako imię
- 詩織, „poezja, tkanina”
- 志織, „dążenie, tkanina”
- 史織, „historia, tkanina”
- 枝織, „gałąź, tkanina”

## Znane osoby
- Shiori Asahi (志織), japońska wrestlerka
- Shiori Koseki, japońska softballistka
- Shiori Miki, japońska lekkoatletka
- Shiori Sekine (史織), japońska muzyczka

## Fikcyjne postacie
- Shiori Akino (詩織), bohaterka filmu Death Note: Notatnik śmierci
- Shiori Fujisaki (詩織), główna bohaterka gry wideo Tokimeki Memorial
- Shiori Kitano (シオリ), główna bohaterka filmu Battle Royale II: Requiem
- Shiori Misaka (栞), bohaterka anime i visual novel Kanon
- Shiori Tsukishima (栞), bohaterka anime i mangi Midori Days
- Shiori Takatsuki (枝織), bohaterka anime Revolutionary Girl Utena